# (959) Арне
(959) Арне (швед. Arne) — типичный астероид главного пояса, который был открыт 30 сентября 1921 года немецким астрономом Карлом Рейнмутом в обсерватории Хайдельберг и назван в честь сына шведского астронома Брора Асплинда.
Главной отличительной особенностью этого астероида является его малая скорость вращения вокруг своей оси — один оборот  он совершает приблизительно за 123 часа, что составляет чуть больше 5 земных суток.